# 恰诺德
恰诺德（Chanod），是印度古吉拉特邦Valsad县的一个城镇。总人口11958（2001年）。

## 人口
该地2001年总人口11958人，其中男性7343人，女性4615人；0—6岁人口1911人，其中男1035人，女876人；识字率72.48%，其中男性为80.04%，女性为60.46%。